# 221 Dywizja Piechoty (III Rzesza)
221 Dywizja Piechoty (niem. 221. Infanterie-Division) – niemiecka dywizja, uczestniczyła  w agresji na Polskę i Francję. Przekształcona w 221 Dywizję Bezpieczeństwa. 
Sformowana została we Wrocławiu rozkazem z 26 sierpnia 1939, w 3. fali mobilizacyjnej w VIII Okręgu Wojskowym. Brała udział w agresji na Polskę i Francję. Uczestniczyła w walkach w rejonie linii Maginota. Po powrocie do VIII Okręgu Wojskowego, 15 marca 1941 została przekształcona w 221 Dywizję Bezpieczeństwa.

## Dowódca dywizji
- gen. por. Johann Pfulgbeil (26 VIII 1939 – 15 III 1941)

## Struktura organizacyjna
Stan w sierpniu 1939:
- 350 pułk piechoty
- 360 pułk piechoty
- 375 pułk piechoty
- 221 pułk artylerii
- 221 batalion pionierów
- 221 oddział rozpoznawczy
- 221 oddział przeciwpancerny
- 221 oddział łączności
- 221 polowy batalion zapasowy;